# Björksele kyrka
Björksele kyrka är en kyrkobyggnad som tillhör Lycksele församling i Luleå stift. Kyrkan ligger i orten Björksele i Lycksele kommun.

## Kyrkobyggnaden
Träkyrkan uppfördes 1930 efter ritningar av arkitekt Edvard Lundquist.
Kyrkan består av ett långhus som har nord-sydlig orientering. I norr finns ett smalare kor och i söder ett gaveltorn.
Byggnaden har en stomme av liggtimmer och ytterväggar klädda med vitmålad stående träpanel och täcks av ett spånklätt ett sadeltak.
Kyrkorummet är indelat i tre skepp där mittskeppets tak har ett tunnvalv. Pelare skiljer av de låga sidoskeppen från mittskeppet. Innerväggar och tak är klädda med träpanel.

## Inventarier
- Predikstolen är byggd efter ritningar av kyrkans arkitekt.

### Orgel
- Tidigare än 1939 användes ett harmonium i kyrkan.
- Den nuvarande orgeln är byggd 1939 av J. W. Grönlund, Kåge och är en pneumatisk orgel. Orgeln har 3 fasta och 2 fria kombinationer, automatisk pedalväxling och registersvällare.

| Huvudverk I   | Svällverk II      | Pedal        | Koppel   |
| Principal 8'  | Principal 8'      | Subbas 16´   | I/P      |
| Gedackt 8'    | Salicional 8'     | Principal 8´ | II/P     |
| Oktava 4'     | Rörflöjt 8'       | Oktava 4'    | II/I     |
| Spetsflöjt 4' | Blockflöjt 4'     | Nachthorn 2' | I 4'     |
| Oktava 2'     | Nasat 2 2/3'      |              | II 16'/I |
| Mixtur IV     | Waldflöjt 2'      |              | II 16'   |
|               | Ters 1 3/5'       |              |          |
|               | Corno 8'          |              |          |
|               | Tremulant         |              |          |
|               | Crescendosvällare |              |          |